# Чертков, Анатолий Георгиевич
Анато́лий Гео́ргиевич (Его́рович) Чертко́в (17 июля 1936, Товарковский, Тульская область — 22 октября 2014, Ростов-на-Дону) — советский футболист, полузащитник. Мастер спорта СССР.

## Биография
Родился 17 июля 1936 года в Товарковском (ныне — в Богородицком районе Тульской области).
Начинал карьеру в Тульской области у тренера Ивана Васильевича Климова. В декабре 1956 года был призван в ростовский гарнизон, выступал за окружную футбольную команду.
В 1958 году СКВО (с 1960 года — СКА) получил право выступать в классе «Б» и в тот же сезон поднялся в элиту советского футбола. С ростовским клубом Чертков занял 2-е место в чемпионате СССР 1966 года, а в 1960 попал в список 33 лучших футболистов СССР. Закончил карьеру в «Ростсельмаше», позднее тренировал заводские клубы.
Хорошо читал игру, отличался бойцовским характером.